# Christian Friderich Hermann Peymann
Christian Friderich Hermann Peymann (22. maj 1732 i Rotenburg ved Bremen – 27. april 1817 i Rendsborg) var en dansk officer og vandbygningsingeniør, bror til Ernst Peymann.
Hans forældre var overoppebørselsbetjent Nicolaus Peymann (1695-1747) og Henriette Margaretha Gebhardt (ca. 1699-1779). Peymann udnævntes til værkbas ved den holstenske fortifikationsetat 26. november 1749, erholdt underkonduktørs karakter 1755, blev virkelig underkonduktør 1757 og karakteriseret konduktør 1759. Samme år meddeltes der ham tilladelse til at bivåne den franske armés krigsoperationer i Syvårskrigen. Han gjorde tjeneste som løjtnant ved regimentet Elsass og deltog med dette i kampagnerne 1760-61. I 1762 udnævntes han til virkelig konduktør og senere til karakteriseret ingeniørkaptajn. Ved mobiliseringen samme år af den dansk-norske hær i anledning af stridighederne med Rusland sendtes der et betydeligt korps til Mecklenburg, og ved dette ansattes under feltingeniøren major Johan Ludvig Maximilian Biellart flere unge ingeniørofficerer som «aides», deriblandt Peymann og hans nævnte yngste broder Ernst. Ved Ingeniørkorpsets oprettelse 1763 overgik Peymann til dette korps som overkonduktør og forfremmedes i 1768 til virkelig ingeniørkaptajn. I 1772 fulgte han med den kommanderende general, prins Carl af Hessen, til Norge. Fra 1774 var han beskæftiget ved forundersøgelserne og anlægget af Den slesvig-holstenske Kanal, og han blev senere medlem af den i 1787 oprettede kanalopsynskommission i Rendsborg, hvilken virksomhed han beholdt til sin død. I 1777 erholdt han ingeniørmajors karakter med rang som oberstløjtnant af infanteriet, og 1779 ansattes han som kommanderende ingeniørmajor i Holsten, i hvilken stilling han forfremmedes til virkelig ingeniørmajor 1783, karakteriseret oberst af infanteriet 1785 og karakteriseret generalmajor af infanteriet 1794, fra 1790 at regne. 1801 udnævntes han til Ridder af Dannebrog, og 8. februar 1809 meddeltes der ham afsked af krigstjenesten med generalløjtnants karakter. Han forblev i Rendsborg, hvor broderen Ernst efter sin benådning for den ham i anledning af Københavns kapitulation 1807 overgåede dom tog ophold hos ham. Han døde ugift 27. april 1817, 85 år gammel, og er begravet i Rendsborg.